# Arthur De Sloover
Arthur De Sloover (Kortrijk, 3 de maio de 1997) é um jogador de hóquei sobre a grama belga, campeão olímpico.

## Carreira
De Sloover começou a jogar hóquei aos quatro anos. Ele jogou no Saint-Georges Hockey Club em Kortrijk de 2001 a 2014. Mudou-se para o Beerschot na temporada 2014-15. Também integrou a Seleção Belga de Hóquei sobre a grama masculino nos Jogos Olímpicos de Verão de 2020 em Tóquio, quando conquistou a medalha de ouro após derrotar a equipe australiana por 3–2 nas penalidades.